# Qualea impexa
Qualea impexa är en tvåhjärtbladig växtart som beskrevs av Macbride. Qualea impexa ingår i släktet Qualea och familjen Vochysiaceae. Inga underarter finns listade i Catalogue of Life.